# دانش (دارالفنون)
روزنامهٔ دانش ارگان رسمی مدرسهٔ دارالفنون بود که به سال ۱۲۹۹ (قمری) به دست رئیس این مدرسه علی‌قلی خان مخبرالدوله آغاز به انتشار کرد. این روزنامه به قول خودش به «احوال معلمین و متعلمین» می‌پرداخت. نه تنها خود این نشریه رایگان بود، بلکه آگهی دادن در آن هم رایگان بود؛ این برای نخستین بار در تاریخ مطبوعات ایران است که آگهی‌های نشریه‌ای رایگان می‌بود.